# Rhacochelifer brevimanus
Rhacochelifer brevimanus es una especie de arácnido del orden Pseudoscorpionida de la familia Cheliferidae.

## Distribución geográfica
Se encuentra en Armenia y en Azerbaiyán.